# قائمة مباني شهيرة في القاهرة
هذه هي قائمة بأشهر المباني في القاهرة .

## المعالم التاريخية والمتاحف

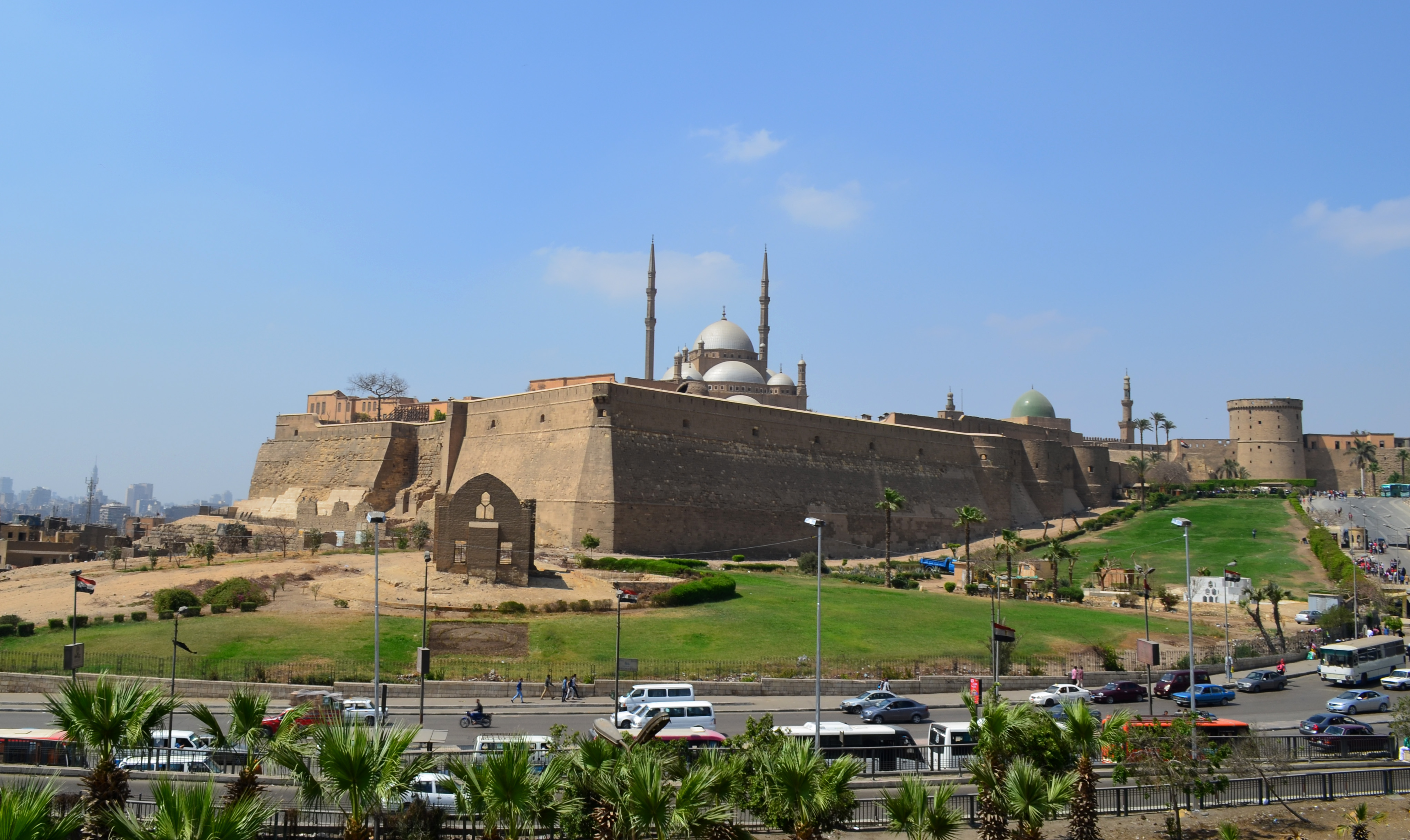
قلعة صلاح الدين الأيوبي (القاهرة)

- أهرامات الجيزة
- المتحف المصري
- مسلة هليوبليس.[1]
- المتحف القبطى
- حصن بابليون
- قلعة صلاح الدين الأيوبي

## المباني الدينية
الإسلامية
- مسجد السلطان أبو العلا
- مسجد أبو الحجاج
- مسجد ومدرسة الأشرف برسباى (المعز)
- جامع الأزهر
- مسجد البرديني
- مسجد الحاكم بأمر الله
- مسجد الحسين
- مسجد ومدرسة السلطان الناصر محمد
- مسجد الرفاعي
- مسجد الصالح طلائع
- مسجد السيدة نفيسة
- مسجد السيدة زينب
- جامع عمرو بن العاص
- المسجد الاقمر
- مسجد إبراهيم أغا مستحفظان
- مسجد دمرداش
- مسجد ابن طولون
- مسجد الجيوشي
- مسجد ومدرسة الأمير خاير بك
- مسجد ومدرسة صرغتمش الناصري
- مسجد ومدرسة صرغتمش الناصري
- مجموعة محمد بك أبو الذهب
- مسجد الظاهر بيبرس
- مسجد الطنبغا المارداني
- مسجد محمد علي
- مسجد قاني باي الرماح
- مسجد قاني باي المحمدي
- مسجد السلطان المؤيد شيخ
- مجموعة السلطان الظاهر برقوق
- مسجد ومدرسة ابن تغري بردي
- مسجد قايتباي
- مسجد رابعة العدوية
- مسجد السيدة عائشة
- مسجد ومدرسة السلطان الناصر حسن

مسيحي

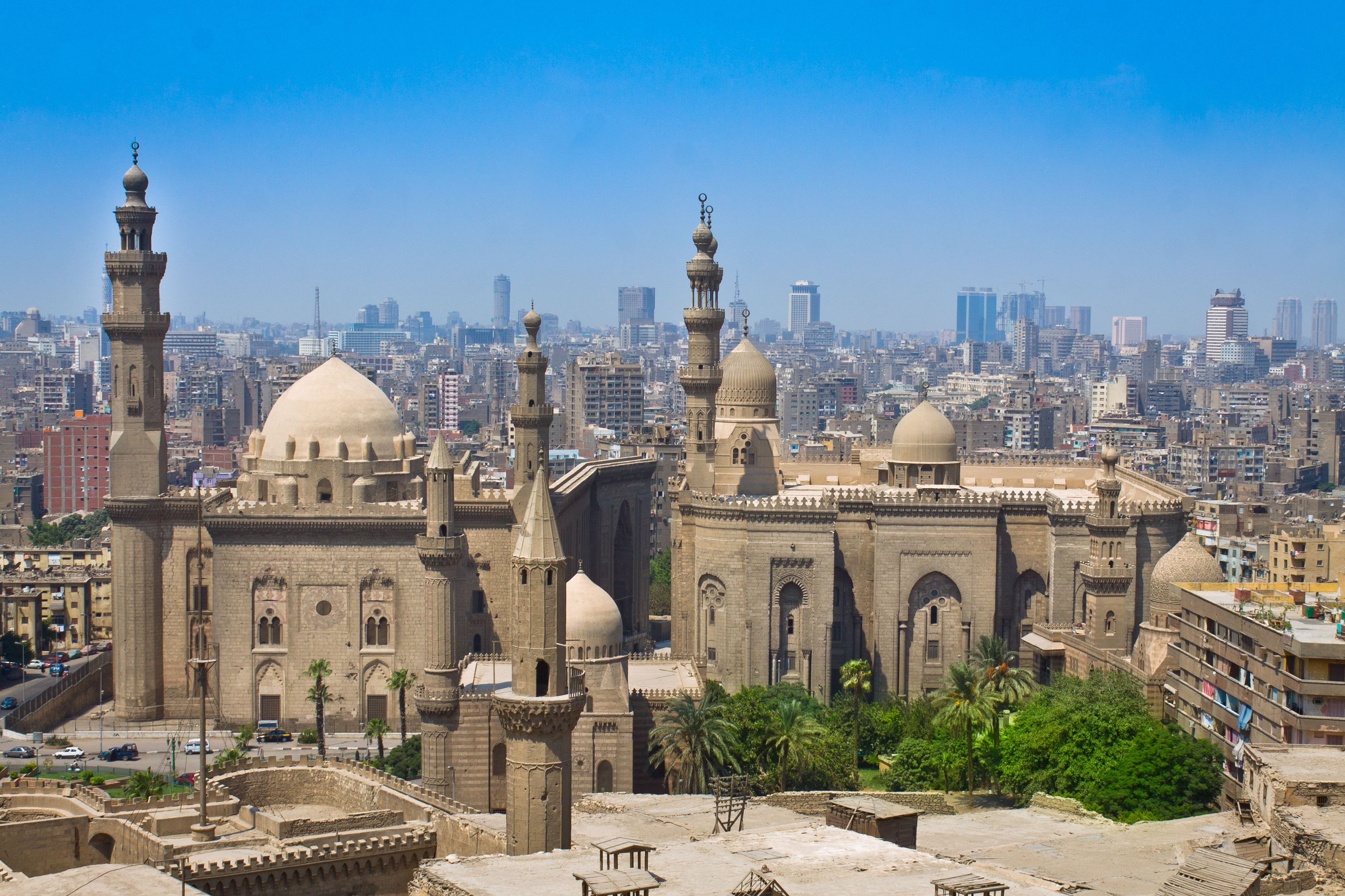
المساجد في القاهرة

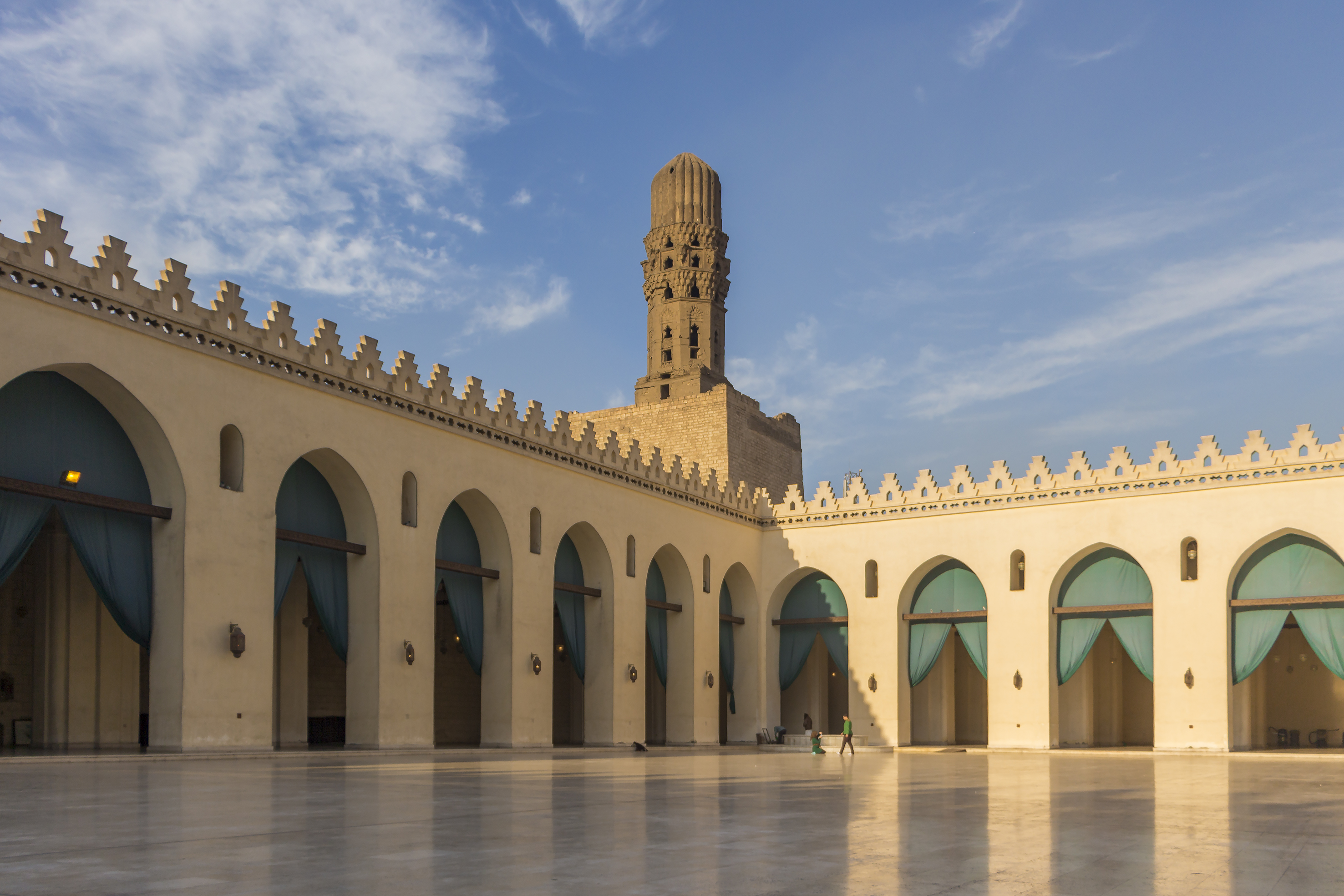
مسجد الحاكم بأمر الله

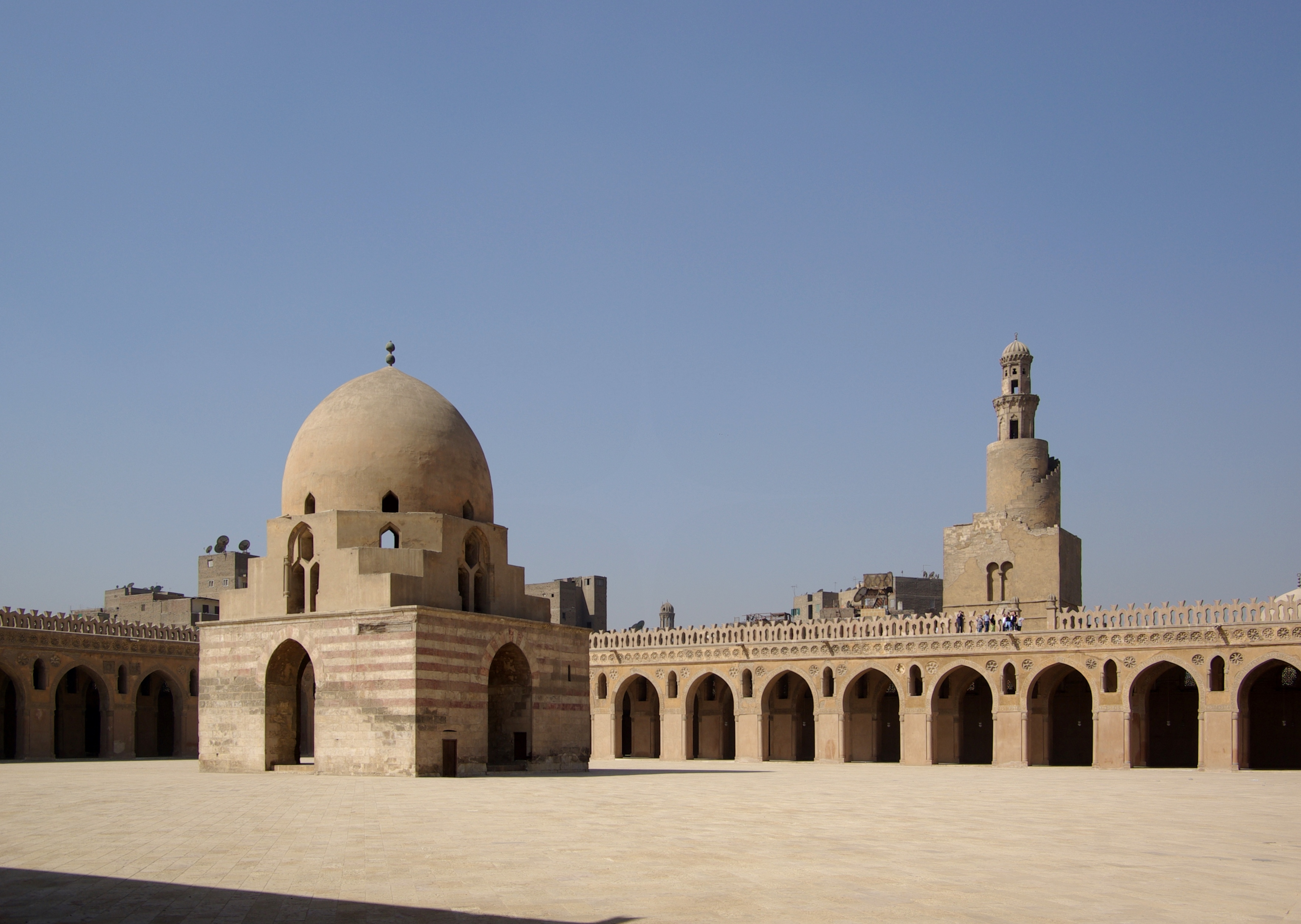
مسجد ابن طولون

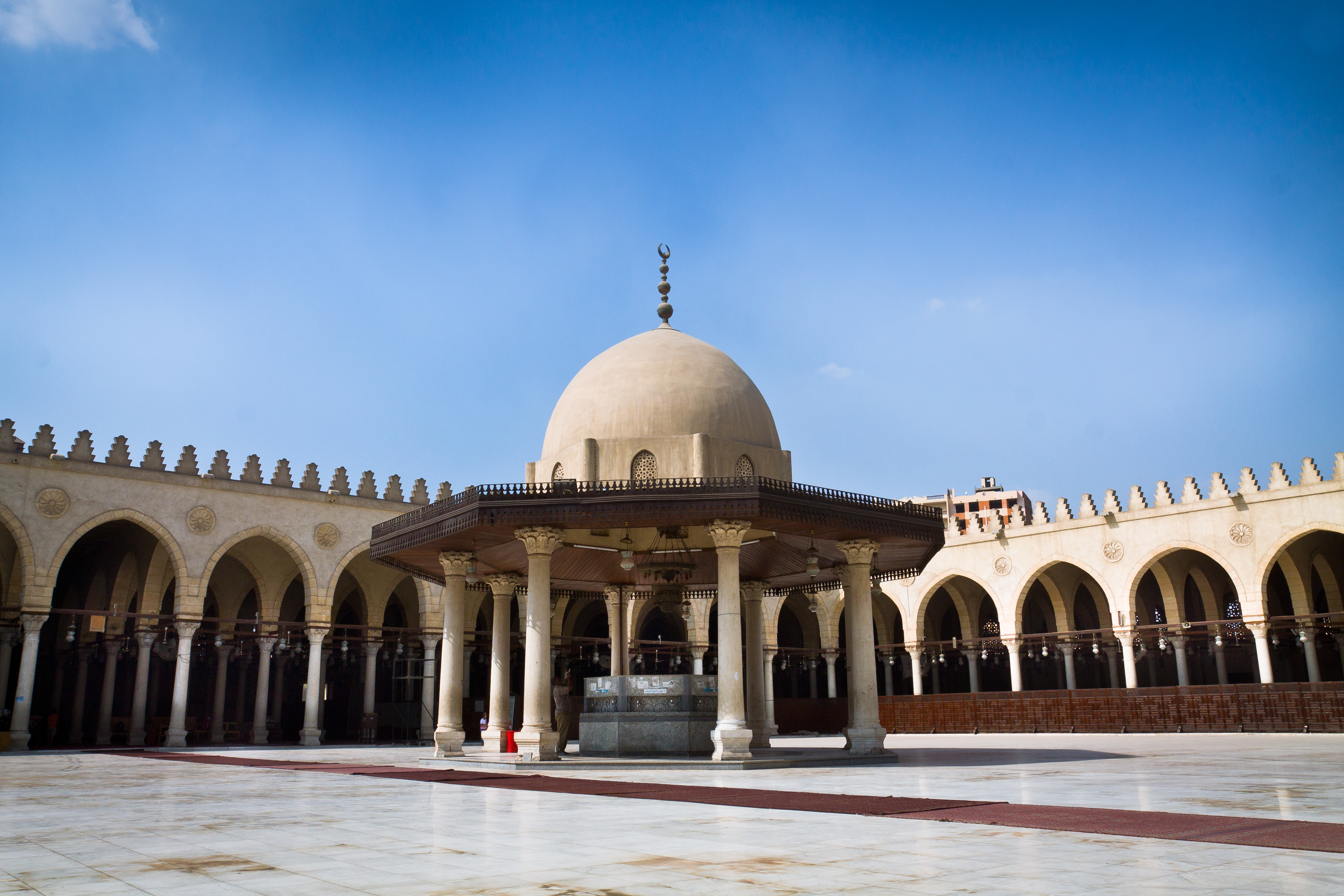
جامع عمرو بن العاص

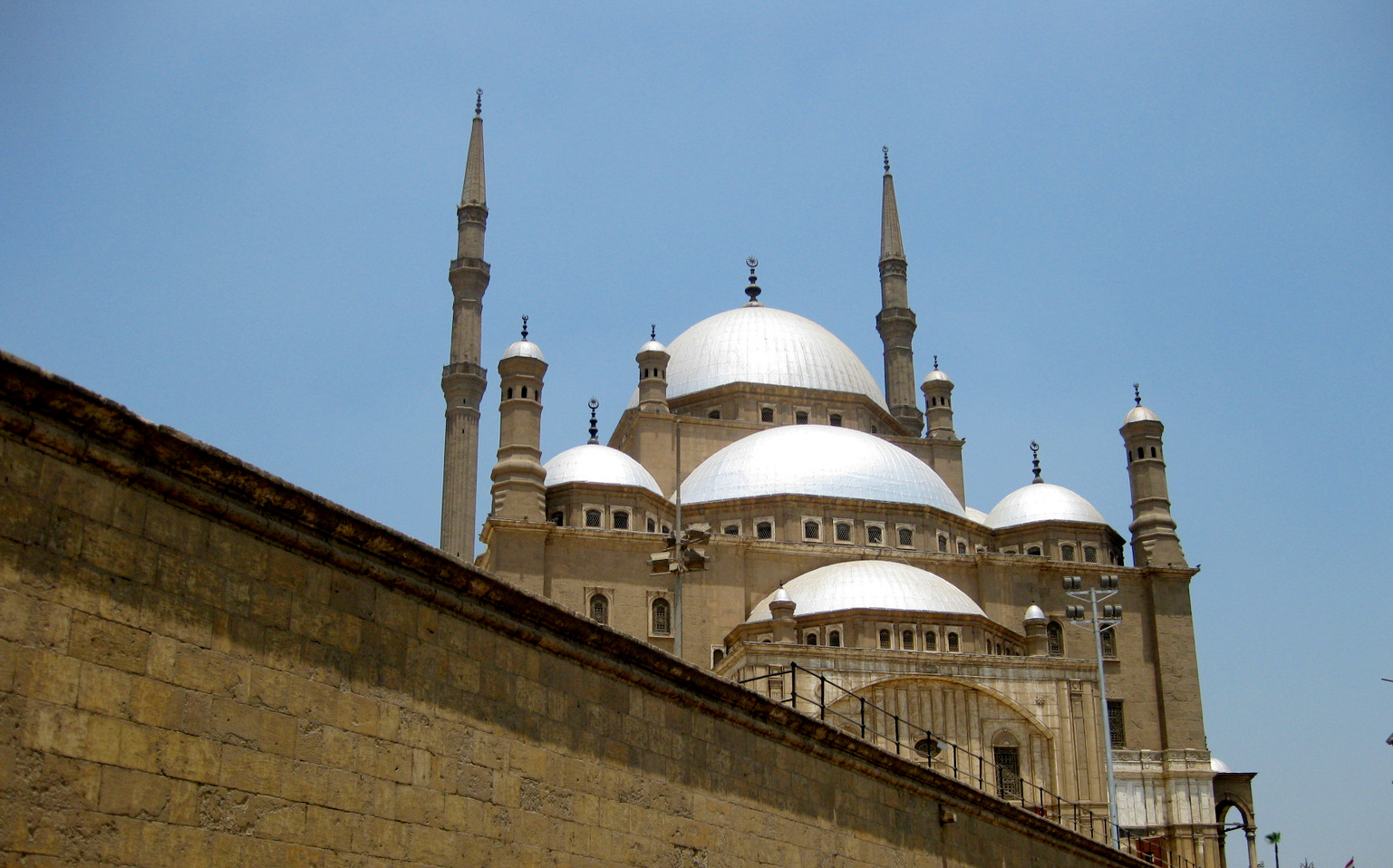
مسجد محمد علي

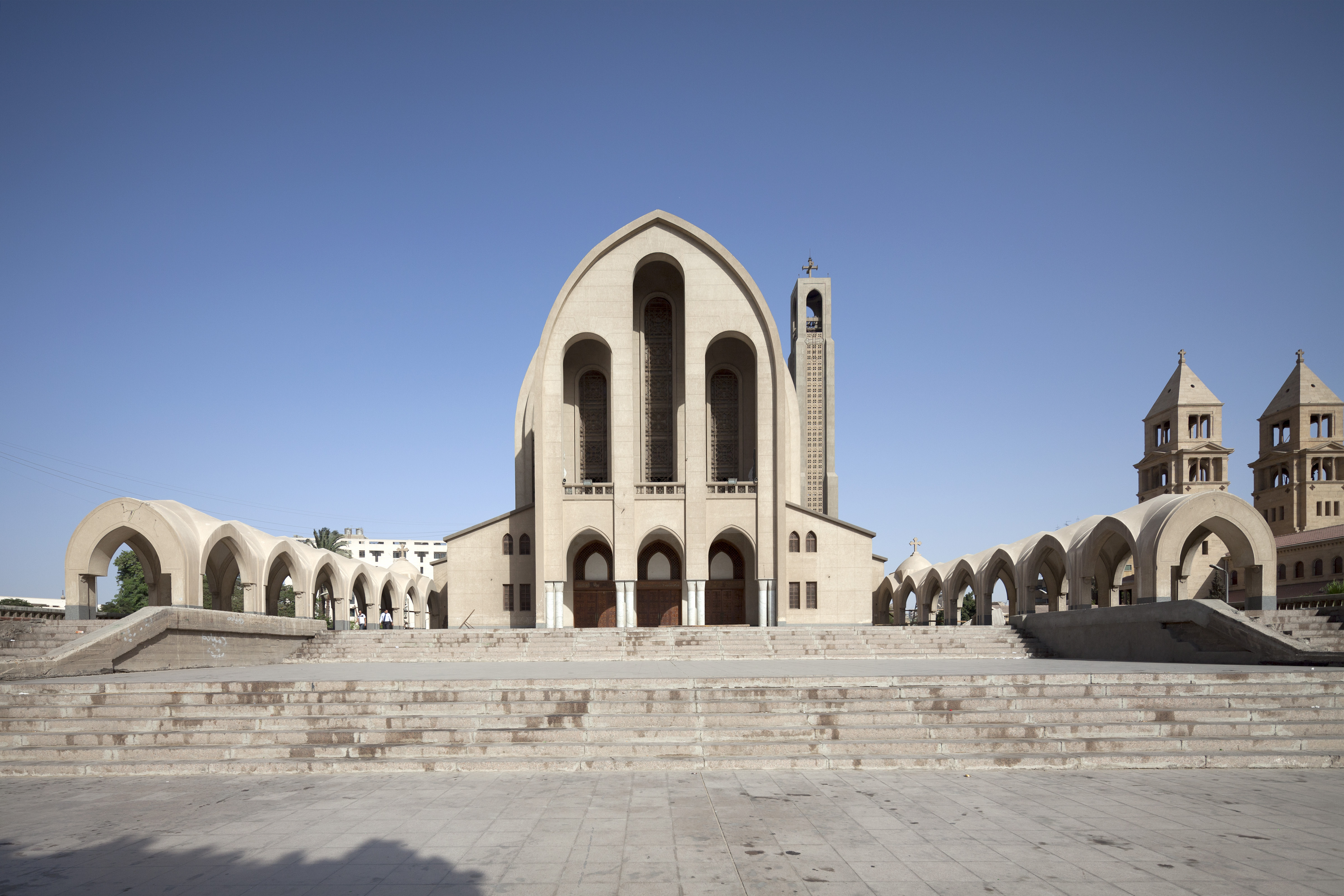
كاتدرائية القديس مرقس القبطية الأرثوذكسية

- كاتدرائية القديس مرقس القبطية الأرثوذكسية
- كنيسة القديس جورج (أرثوذكسية يونانية)
- كنيسة القديسة مريم (حارة الروم)
- الكنيسة المعلقة

## القصور والفيلات في القاهرة

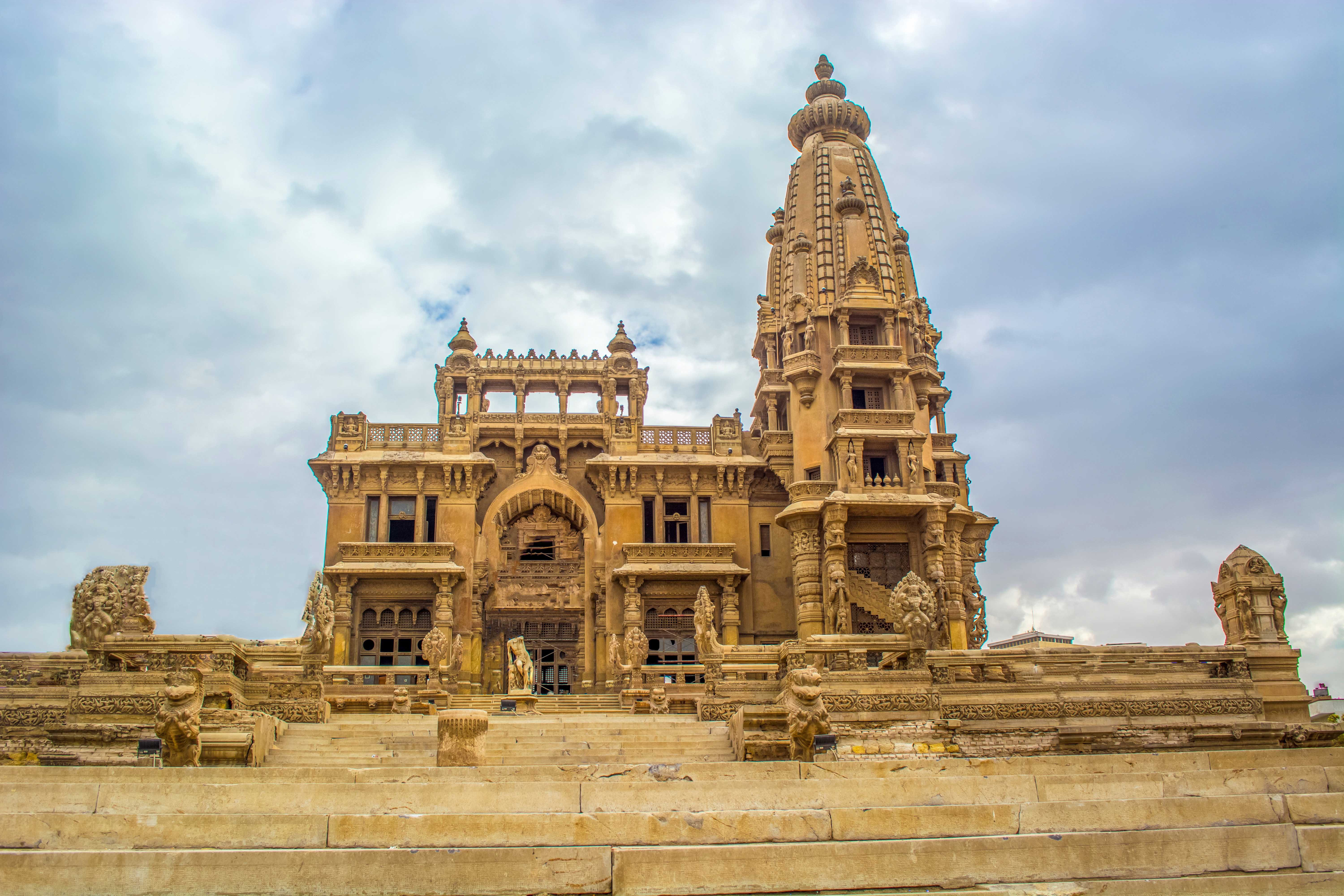
قصر البارون إمبان

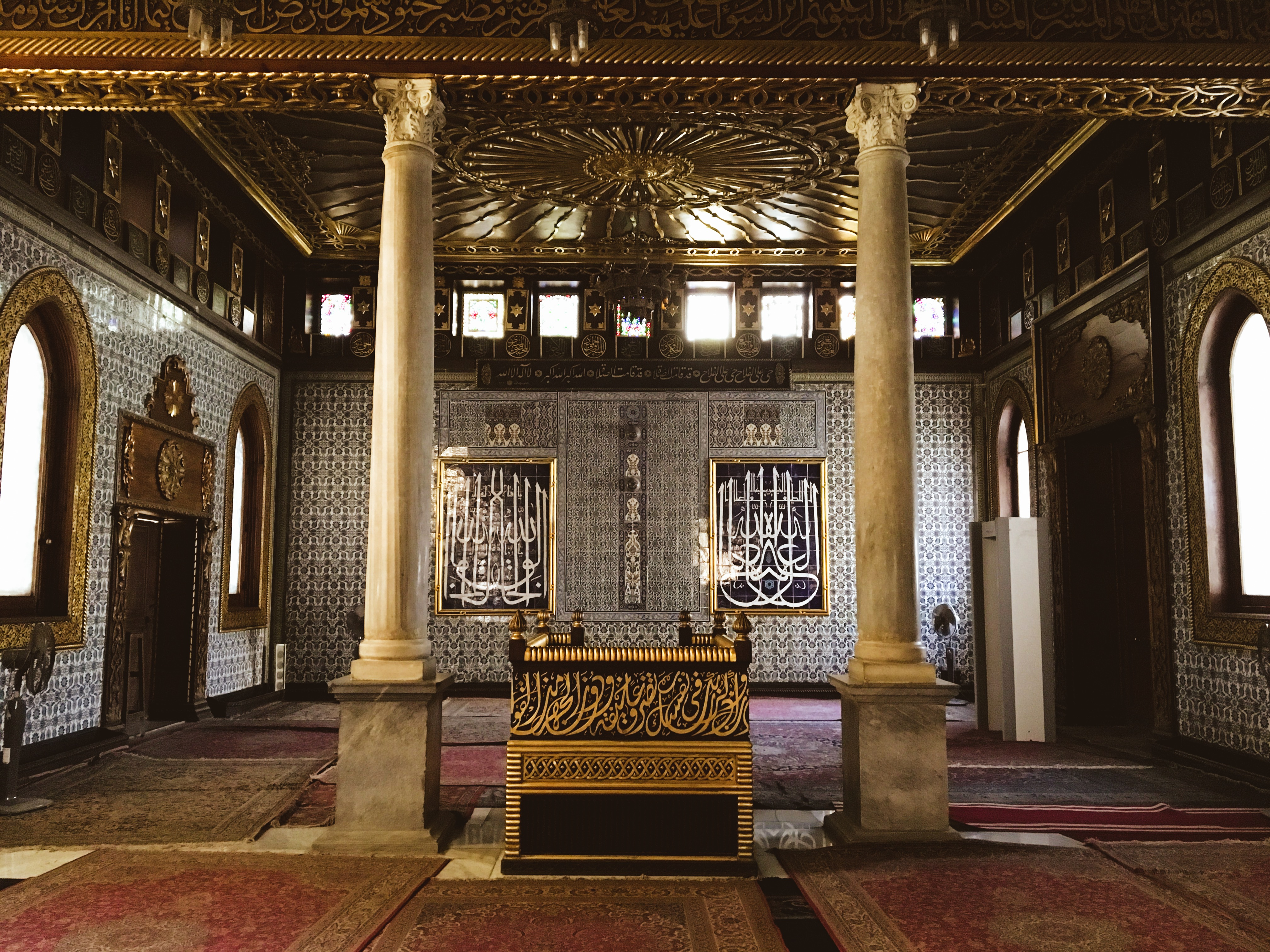
داخل قصر المنيل

- قصر عابدين
- قصر الجوهرة
- قصر الامير طاز
- قصر البارون إمبان
- قصر الأمير بشتاك
- قصر الجزيرة
- قصر هليوبوليس
- قصر خيرى باشا
- قصر القبة
- قصر الأمير محمد علي بالمنيل
- قصر الطاهرة
- قصر الزعفران

## المباني التجارية والتاريخية
- مسجد ومدرسة السلطان الناصر محمد (المعز)
- سبيل وكتاب عبد الرحمن كتخدا
- مجموعة السلطان الأشرف الغوري
- وكالة السلطان قايتباي

## المباني الأخرى

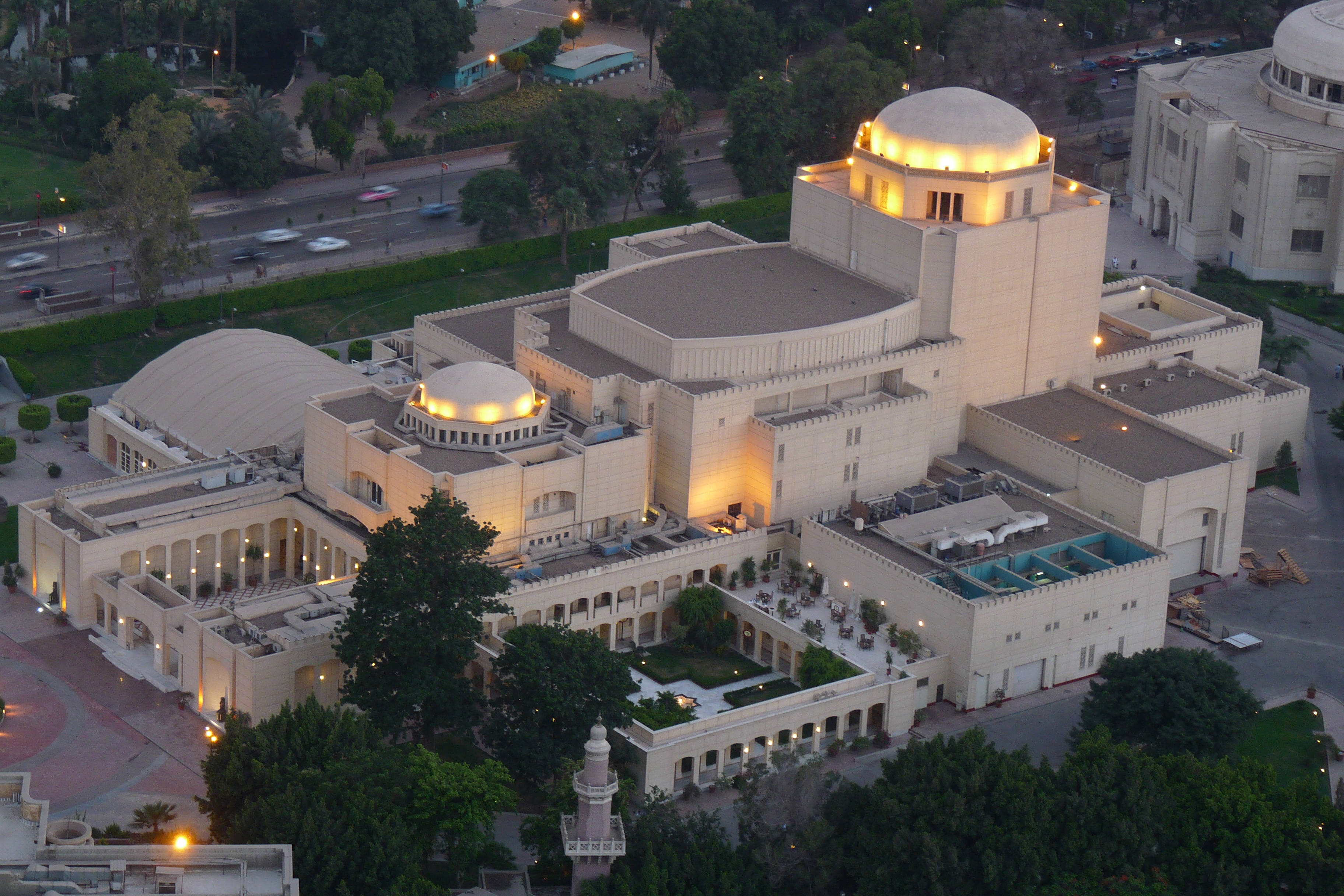
دار الاوبرا المصرية

- مبنى بلمونت
- استاد القاهرة الدولي
- دار الاوبرا المصرية
- برج القاهرة
- مقر جامعة الدول العربية
- مجمع التحرير
- عمارة يعقوبيان

## روابط خارجية
- Nasser Rabbat. "Syllabus: Architecture of Cairo". Massachusetts Institute of Technology. مؤرشف من الأصل في 2016-06-30.